# ويليام هيل (سياسي)
ويليام هيل (بالإنجليزية: William Hill)‏ هو محامي وسياسي أمريكي، ولد في 28 أبريل 1930 في لاينتش في الولايات المتحدة. حزبياً، نشط في الحزب الجمهوري. وقد انتخب عضو مجلس نواب ولاية ايوا.